# Thomas Ramge

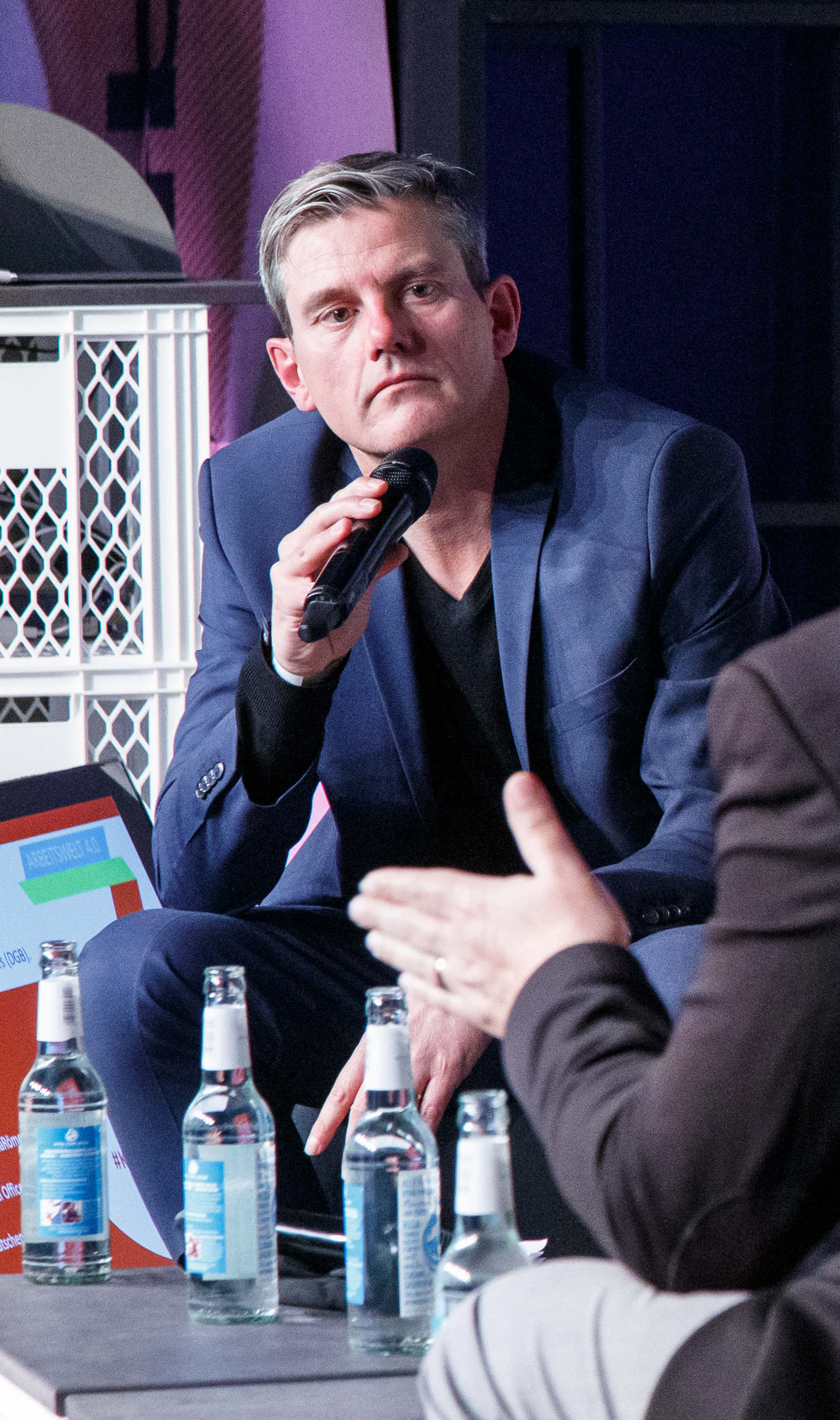
Thomas Ramge, 2019

Thomas Ramge (* 23. April 1971 in Gießen) ist ein deutscher Autor. Er hat zahlreiche Sachbücher und einen Roman veröffentlicht. Seine Werke beschäftigen sich mit Schnittstellen von Technologie, Ökonomie und Gesellschaft. Seine Essays und Reportagen erschienen in deutschen und internationalen Medien. Außerdem ist er Moderator, Redner und assoziierter Wissenschaftler am Einstein Center Digital Future.

## Ausbildung
Ramge verbrachte seine Kindheit und Jugend im hessischen Biebertal. Sein Vater ist der Gießener Sprachwissenschaftler Hans-Georg Ramge, seine Mutter Rosemarie-Eleonore war Lehrerin. Nach dem Abitur an der Herderschule Gießen studierte er Geschichte, Politik und Germanistik an der Justus-Liebig-Universität Gießen (1990–1995), der Université Paris-Sorbonne (1991/1992) und der George Washington University in Washington, D.C. (1994/1995). 2020 promovierte Ramge in Techniksoziologie zu KI-gestützter Entscheidungsassistenz an der Hochschule für Bildende Künste Braunschweig.
Ramge ist verheiratet und lebt mit seiner Familie in Berlin.

## Wirken
Nach dem Studium arbeitete Ramge zunächst als Moderator und Reporter beim Südwestrundfunk in Stuttgart. Von 2001 bis 2003 war er politischer Korrespondent von DW-TV in Berlin. Danach schrieb er hauptsächlich als Technologiekorrespondent für das Wirtschaftsmagazin brand eins.
Von 2009 bis 2011 war Ramge zudem Fellow der Stiftung Neue Verantwortung. Anschließend hatte er kurzzeitig die Chefredaktion des Magazins Think:act der Unternehmensberatung Roland Berger inne. Es folgten Stationen als Berater und Gründer, beispielsweise der Hartplatzhelden, einer Videoplattform für Amateurfußballer.  Außerdem wurde Ramge in die Kontrollgremien und Beiräte mehrerer Unternehmen berufen. 2020 war er Senior Research Fellow am Weizenbaum-Institut für die vernetzte Gesellschaft sowie Research Fellow am Center for Advanced Internet Studies (CAIS).
Größere Bekanntheit erhielt Ramge als Sachbuchautor. Für seine Familienbiografie „Die Flicks – Eine deutsche Familiengeschichte über Geld, Macht und Politik“ erhielt er den Deutschen Wirtschaftsbuchpreis. Für seine Texte wurde er unter anderem mit dem Herbert Quandt Medien-Preis und dem Deutschen Essaypreis „Wirtschaft und Demokratie“ ausgezeichnet.
Auch international wurde Ramges Wirken wahrgenommen. Seine Bücher wurden in mehr als zwanzig Sprachen übersetzt. Sein Buch „In Data We Trust“ stand auf der Shortlist des International Book Award. Für „Reinventing Capitalism in the Age of Big Data“ erhielt er den Best Book on Technology and Innovation Award und den GetAbstract International Book Award. „The Global Economy as You've Never Seen It“ brachte ihm den Axiom Book Award (Gold Medal Economics) ein.
Heute publiziert Ramge vor allem zu Technologie- und Gesellschaftsthemen. Er hat zahlreiche Gast- und Expertenbeiträge für verschiedenste Medien verfasst, darunter beispielsweise Harvard Business Review, MIT Sloan Management Review und Foreign Affairs sowie Die Zeit und die Frankfurter Allgemeine Zeitung.
Ramge hat diverse öffentliche Veranstaltungen moderiert, ist Keynote Speaker und seit 2021 Gastgeber des Podcasts der Bundesagentur für Sprunginnovationen (SPRIND).

## Schriften
- Die großen Politskandale – Eine andere Geschichte der Bundesrepublik. Campus, Frankfurt 2003, ISBN 3-593-37069-7.
- Die Flicks – Eine Deutsche Familiengeschichte über Geld, Macht und Politik. Campus, Frankfurt 2004, ISBN 3-593-37404-8.
- Nach der Ego-Gesellschaft. Wer gibt gewinnt – Die neue Kultur der Großzügigkeit. Pendo, München 2006, ISBN 3-86612-081-8.
- mit Holm Friebe: Marke Eigenbau. Der Aufstand der Massen gegen die Massenproduktion. Campus, Frankfurt 2008, ISBN 978-3-593-38675-1.
- mit Björn Bloching und Lars Luck: Data Unser: Wie Kundendaten die Wirtschaft revolutionieren. Redline, München 2012, ISBN 978-3-86414-229-1.
- mit Juergen Erbeldinger: Durch die Decke denken. Design Thinking in der Praxis. Redline, München 2013, ISBN 978-3-86414-382-3 (Gestaltung Erik Spiekermann).
- mit Veit Etzold: Equity Storytelling. Mit der richtigen Story den Unternehmenswert erhöhen. Springer Gabler, Wiesbaden 2014, ISBN 978-3-658-03888-5.
- Montags könnt ich kotzen. Vom ganz normalen Bullshit. Rowohlt, Reinbek 2014, ISBN 978-3-499-61744-7.
- mit Björn Bloching und Lars Luck: Smart Data. Datenstrategien, die Kunden wirklich wollen und Unternehmen wirklich nützen. Redline, München 2015, ISBN 978-3-86881-583-2.
- mit Marcus Rohwetter: Nimm' 2, zahl' 3. Die Kunst des klugen Kaufens. Rowohlt, Reinbek 2016, ISBN 978-3-499-63163-4.
- mit Jan Schwochow: Wirtschaft verstehen mit Infografiken: Eine Einführung in 111 Infografiken. Econ, Berlin 2016, ISBN 978-3-430-20210-7.
- mit Viktor Mayer-Schönberger: Das Digital. Markt, Wertschöpfung und Gerechtigkeit im Datenkapitalismus. Econ, Berlin 2017, ISBN 978-3-430-20233-6.
- Mensch und Maschine. Wie Künstliche Intelligenz und Roboter unser Leben verändern. Reclam, Stuttgart 2018, ISBN 978-3-15-019499-7.
- Postdigital – Wie wir künstliche Intelligenz schlauer machen, ohne uns von ihr bevormunden zu lassen. Murmann, Hamburg 2020, ISBN 978-3-86774-646-5.
- Augmented Intelligence – Wie wir mit Daten und KI besser entscheiden. Reclam, Stuttgart 2020, ISBN 978-3-15-011296-0.
- mit Viktor Mayer-Schönberger: Machtmaschinen – Warum Datenmonopole unsere Zukunft gefährden und wie wir sie brechen. Murmann, Hamburg 2020, ISBN 978-3-86774-651-9.
- mit Rafael Laguna de la Vera: Sprunginnovation – Wie wir mit Wissenschaft und Technik die Welt wieder in Balance bekommen. Econ Verlag, Berlin 2021, ISBN 978-3-430-21063-8.
- Wollt ihr ewig leben? – Vom Fluch der Unsterblichkeit und Segen der Biotechnologie. Reclam, Stuttgart 2023, ISBN 978-3-15-014352-0.
- Die Sonne dimmen: Wie Geoengineering die Menschheit vor der Klimakatastrophe retten kann. Penguin, München 2024, ISBN 978-3-328-60377-1.